# (822) Lalage
(822) Lalage – planetoida z pasa głównego asteroid okrążająca Słońce w ciągu 3 lat i 142 dni w średniej odległości 2,26 au. Została odkryta 31 marca 1916 roku w Landessternwarte Heidelberg-Königstuhl w Heidelbergu przez Maxa Wolfa. Pochodzenie nazwy nie jest znane. Przed nadaniem nazwy planetoida nosiła oznaczenie tymczasowe (822) 1916 ZD.